# Halisiphonia arctica
Halisiphonia arctica is een hydroïdpoliep uit de familie Hebellidae. De poliep komt uit het geslacht Halisiphonia. Halisiphonia arctica werd in 1932 voor het eerst wetenschappelijk beschreven door Kramp. 